# Ángel Illarramendi
Ángel Illarramendi Larrañaga (Zarauz, Guipúzcoa, 5 de abril de 1958) es un músico y compositor español.

## Biografía
Su obra principal se ha centrado en el campo de la cinematografía y el teatro con bandas sonoras destacadas de películas como Tasio (1984) de Montxo Armendáriz, El hijo de la novia, de Juan José Campanella; Teresa, el cuerpo de Cristo de Ray Loriga, Arlecchino, il servitore di due Padroni de Goldoni, o Las Troyanas de Eurípides. Ha colaborado también con un amplio elenco de directores españoles como Gracia Querejeta, Pedro Olea, Helena Taberna, Anjel Lertxundi, Albert Boadella, Héctor Olivera, Antonio Hernández o Manuel Gutiérrez Aragón, destacando su intensa colaboración con el productor Elías Querejeta.
El artista tiene una sólida formación en armonía, contrapunto, fuga y composición. Fue alumno del compositor Francisco Escudero García de Goizueta (1912-2002).
Es autor de siete Sinfonías, un Concierto para clarinete, piano, viola y orquesta, los poemas sinfónicos Espacio sonriente y "Zarautz", la ópera de cámara Zapatos de mujer así como obras de cámara y la suite para orquesta "Una historia reciente".
- Primera sinfonía, Zelai urdin (Pradera azul) (1984)
- Segunda sinfonía (1986)
- Tercera sinfonía Harri zuria (Piedra blanca) (1988)
- Cuarta sinfonía, Sinfonía Ingenua (1993)
- Quinta sinfonía (1996)
- Sexta sinfonía (1998)
- Séptima sinfonía (2007)
- Octava sinfonía (2011)
- Novena sinfonía (2014)

De sus sinfonías, hasta la fecha la séptima sinfonía ha sido grabada, en esta ocasión por la Orquesta y Coro de la Filarmónica de Varsovia dirigida por Wojciech Rodek en octubre de 2007 y las sinfonías 4 "ingenua" (con la mezzosoprano Maite Arruabarrena) y 9 por la Orquesta Sinfónica de Euskadi dirigida por José Miguel Pérez-Sierra.

## Premios
Medallas del Círculo de Escritores Cinematográficos
| Año  | Categoría    | Película                          | Resultado |
| ---- | ------------ | --------------------------------- | --------- |
| 1996 | Mejor música | El último viaje de Robert Rylands | Ganador   |
| 2004 | Mejor música | Héctor                            | Ganador   |
| 2008 | Mejor música | La buena nueva                    | Nominado  |